# Peugeot RCZ
Der Peugeot RCZ ist ein 2+2-sitziges Sportcoupé des Automobilherstellers Peugeot, das Magna Steyr in Österreich für Peugeot produzierte. Der RCZ wurde auf der IAA 2009 in Frankfurt am Main vorgestellt und kam in Deutschland am 24. April 2010 in den Handel.
Das Fahrzeug hatte zahlreiche internationale Auszeichnungen erhalten, beispielsweise fünfmal in Folge die Auszeichnung des Diesel Car magazine ‘Best Sports Car of the Year’.
Der RCZ wurde Ende 2015 ohne Nachfolgemodell eingestellt.

## Modellgeschichte
Der RCZ basierte technisch weitestgehend auf dem im Sommer 2007 präsentierten Peugeot 308 und war bisher das sportlichste Serien-Modell des französischen Herstellers. Fast alle Elemente des 2007 vorgestellten Concept Cars wurden in die Serie übernommen; der RCZ sei ein „echtes Ausnahmemodell“ (im Vergleich zu den üblichen Peugeot-Modellen), sagt Peugeot-Sprecher Marc Bocqué.

### Produktion
Aufgrund der großen Zustimmung der RCZ-Studie entschied sich Peugeot für den Serienbau und suchte einen Partner für die Produktion des Sportcoupés. Eine eigene Produktion in den Peugeot-Werken kam aus verschiedenen Gründen nicht in Frage, woraufhin man unter anderem erst mit französischen und deutschen Unternehmen verhandelte, bis man mit Magna Steyr aus Österreich in Kooperation ging. Für Peugeot war bei der Entscheidung für den Produktionspartner die Erfahrung in der Kleinserie und zudem eine große Flexibilität und Variabilität wichtig.
Der RCZ wurde von Magna bis zum Dezember 2009 zur Serienreife gebracht. Seitdem wurde der RCZ bei Magna Steyr in Serie produziert; bei der Fertigung des Coupés erfolgten viele Schritte noch in handwerklicher Arbeit.
Die erste Stückzahl für 2010 war Ende August bereits ausverkauft; bis Ende 2013 wurden weltweit etwa 55.000 Fahrzeuge verkauft. Im April 2015 teilte der Markenchef von Peugeot, Maxime Picat, mit, dass eine drastische Verkleinerung der Modellpalette angestrebt wird, um die Wirtschaftlichkeit der Marke zu erhöhen. Im Rahmen dieser Strategie werde neben anderen Modellen auch der RCZ eingestellt. Es sind über 67.000 Exemplare hergestellt worden.

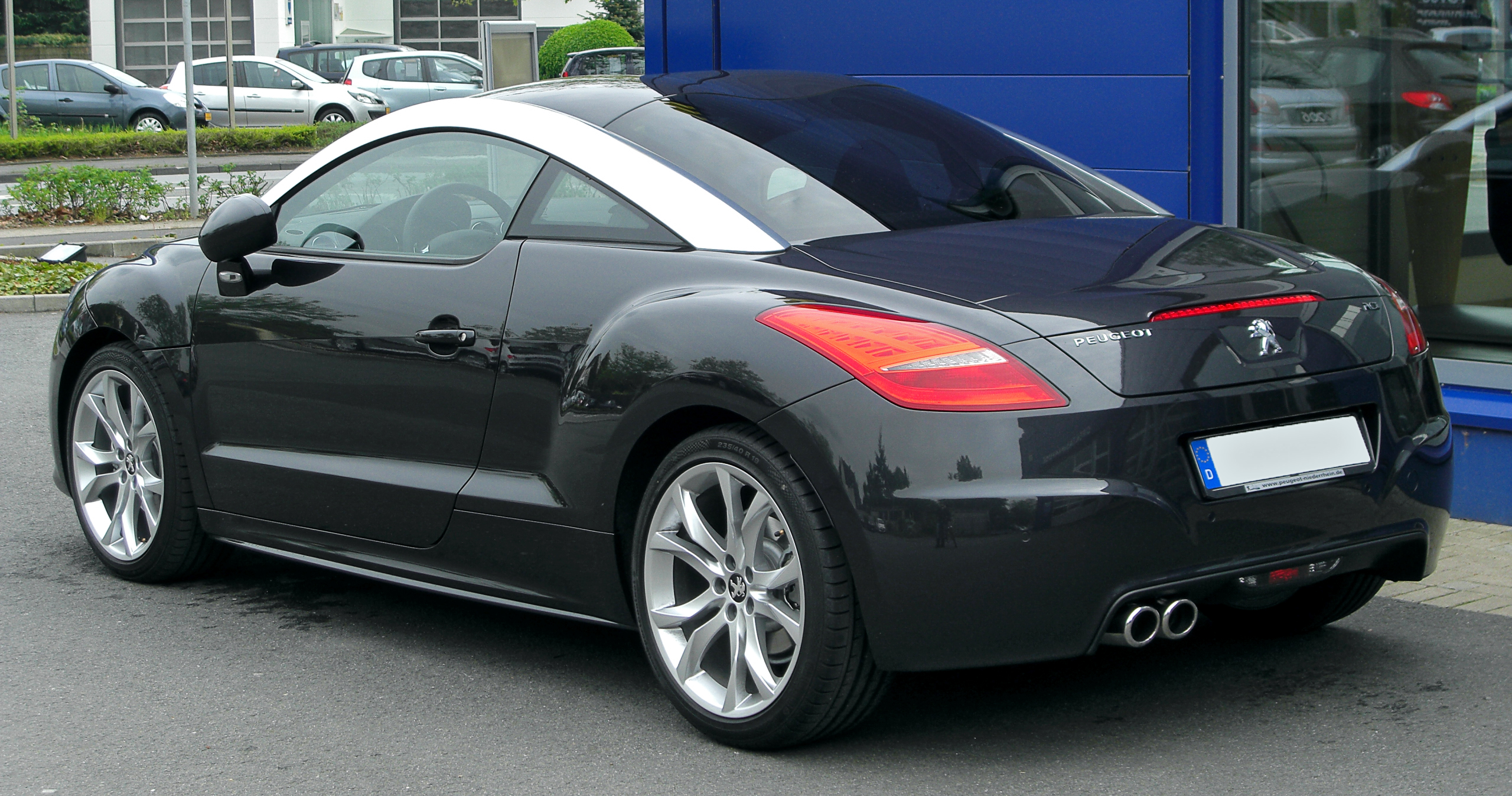
Heckansicht
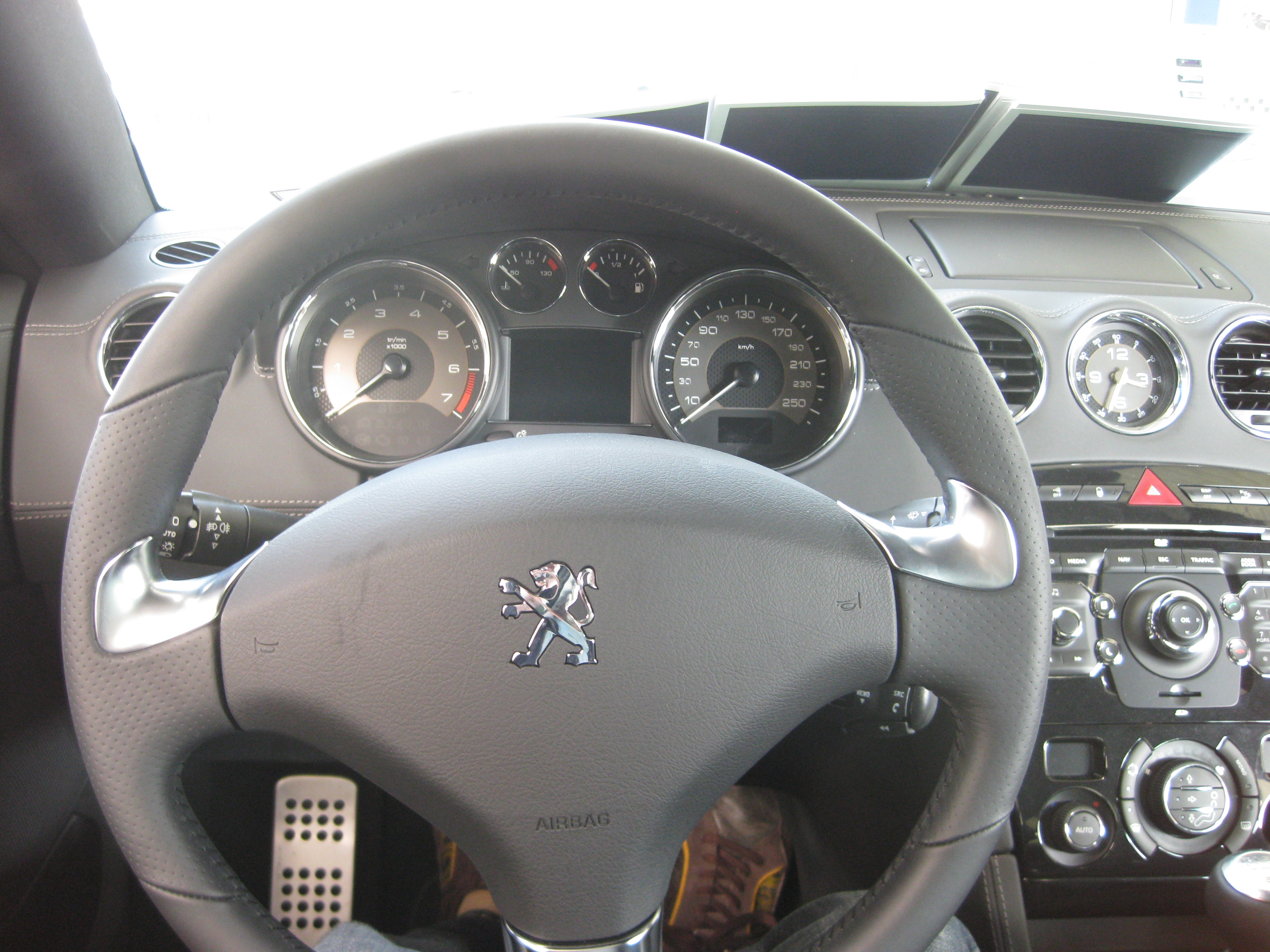
Cockpit

### Magna Steyr
Magna Steyr montiert seit vielen Jahren für verschiedene Automobilfirmen in der ganzen Welt; darunter für Mercedes, BMW, Saab, Chrysler und Aston Martin. Überwiegend sind es Cabrio- und Coupé-Modelle in kleinerer Serie, die produziert werden. In der für den neuen Peugeot RCZ eingerichteten Produktionshalle wurden in einer Schicht stündlich bis zu 14 Fahrzeuge fertiggestellt. Alle wesentlichen Produktionsvoraussetzungen lagen somit in der Verantwortung der Österreicher. Rund 700 Mitarbeiter waren mit der Produktion unter anderem in den Bereichen Montage, Qualitätskontrolle und Logistik beschäftigt.

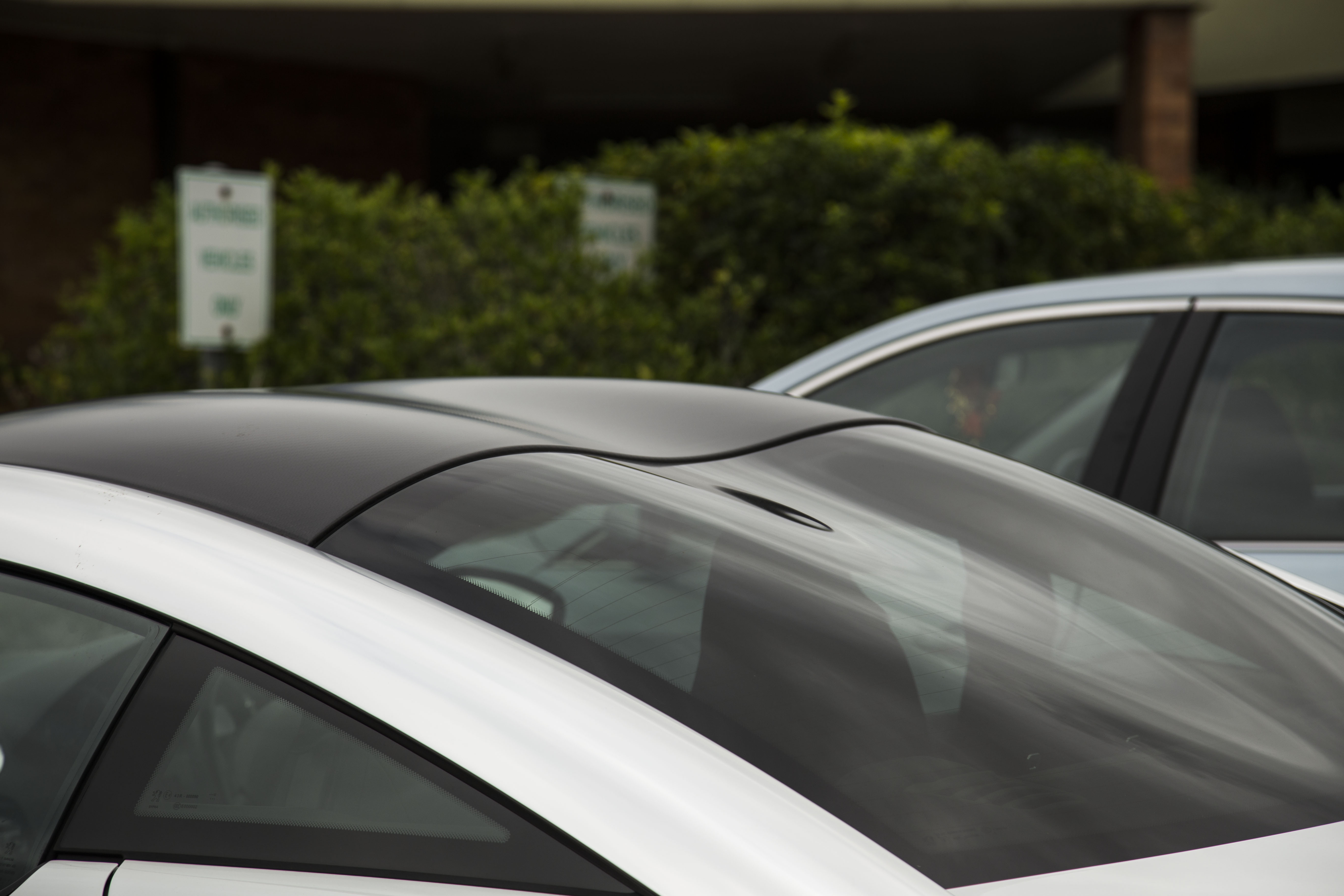
Markantes Merkmal des RCZ: die Doppelwölbung in Dach und Heckscheibe

### Karosserie/Design
Das Karosserie-Design wurde vom deutschen Designer Boris Reinmöller entworfen und wird wegen der Ähnlichkeit oft mit dem Audi TT verglichen; stilistisch wurden viele Anleihen beim TT-Design genommen. Für einen eigenständigen Charakter der RCZ-Karosserie sorgen unter anderem die Doppelwölbung in Dach und Heckscheibe sowie die markanten Dachholme aus Aluminium. Außerdem verfügt der RCZ über einen ausfahrbaren Heckspoiler, der bei höheren Geschwindigkeiten für zusätzlichen Anpressdruck sorgen soll. Der Heckspoiler hebt sich entweder per Knopfdruck oder automatisch in zwei Stufen: Um 19 Grad bei mehr als 85 km/h und um 34 Grad bei mehr als 155 km/h.
Die Karosserie hat einen {\displaystyle c_{\mathrm {w} }}-Wert (Luftwiderstandsbeiwert) von 0,33 und liegt somit nur im Durchschnitt.

### Innenraum
Der RCZ gilt offiziell als 2+2-Sitzer, so dass die hinteren Sitze für durchschnittliche Erwachsene sehr klein und wegen der fehlenden nötigen Beinfreiheit eher als Notsitze zu gebrauchen sind. Sie lassen sich abklappen und gewähren dadurch einen größeren Kofferraum; das Gepäckabteil lässt sich somit von 321 auf 639 Liter Inhalt erweitern. Die Sitzbezüge sind mit farblich abgesetzten Steppnähten verziert.
Das Lenkrad ist auf der unteren Seite abgeflacht und bildet damit eine Reminiszenz an den Motorsport. Die Armaturen sind grau unterlegt. Eine analoge Uhr sitzt oben in der Mittelkonsole, welche teilweise mit schwarzem Klavierlack überzogen ist. Des Weiteren sind die Pedale und andere Applikationen im Innenraum aus Aluminium gefertigt.

### Ausstattung
Zur Serienausstattung des RCZ zählten unter anderem elektrische Fensterheber, Geschwindigkeitsregelungsanlage mit Begrenzerfunktion, Audio-Soundsystem mit Radio, CD-Spieler und MP3-Abspielmöglichkeit, Zweizonen-Klimaautomatik, akustische Einparkhilfe hinten, elektrisch verstell- und anklappbare Außenspiegel, Berganfahrhilfe, 18-Zoll-Leichtmetallfelgen, Reifendrucksensoren und ESP (Elektronisches Stabilitätsprogramm); das ESP lässt sich auf Wunsch ausschalten.
Zu den aufpreispflichtigen Optionen (in Deutschland) gehörten unter anderem Ledersitze oder ein Komplettlederpaket, bei dem auch das Armaturenbrett eingekleidet ist, ein carbonbeschichtetes Dach, Xenon-Scheinwerfer inklusive Kurvenlichtfunktion sowie ein Navigationssystem.

### Modellpflege
Im Januar 2013 wurde der RCZ im Zuge einer Modellpflege leicht überarbeitet und erhielt unter anderem eine neue Front mit anderen Stoßfängern und integriertem LED-Tagfahrlicht sowie neu gestaltete Scheinwerfer und modifizierte Heckleuchten.
Die Grundpreise beliefen sich in Deutschland auf 28.150 Euro für den 155 THP, 30.650 Euro für den 200 THP und 30.650 Euro für die Diesel-Version HDi FAP 160 (Stand: 2013).
Ab Herbst 2013 wurde zudem eine 199 kW (270 PS) starke Variante als RCZ R angeboten. Sie stellte die Spitzenausstattung in der Modellpalette dar. Auch hier kommt ein 1,6 Liter großer Benziner mit Turbolader zum Einsatz.

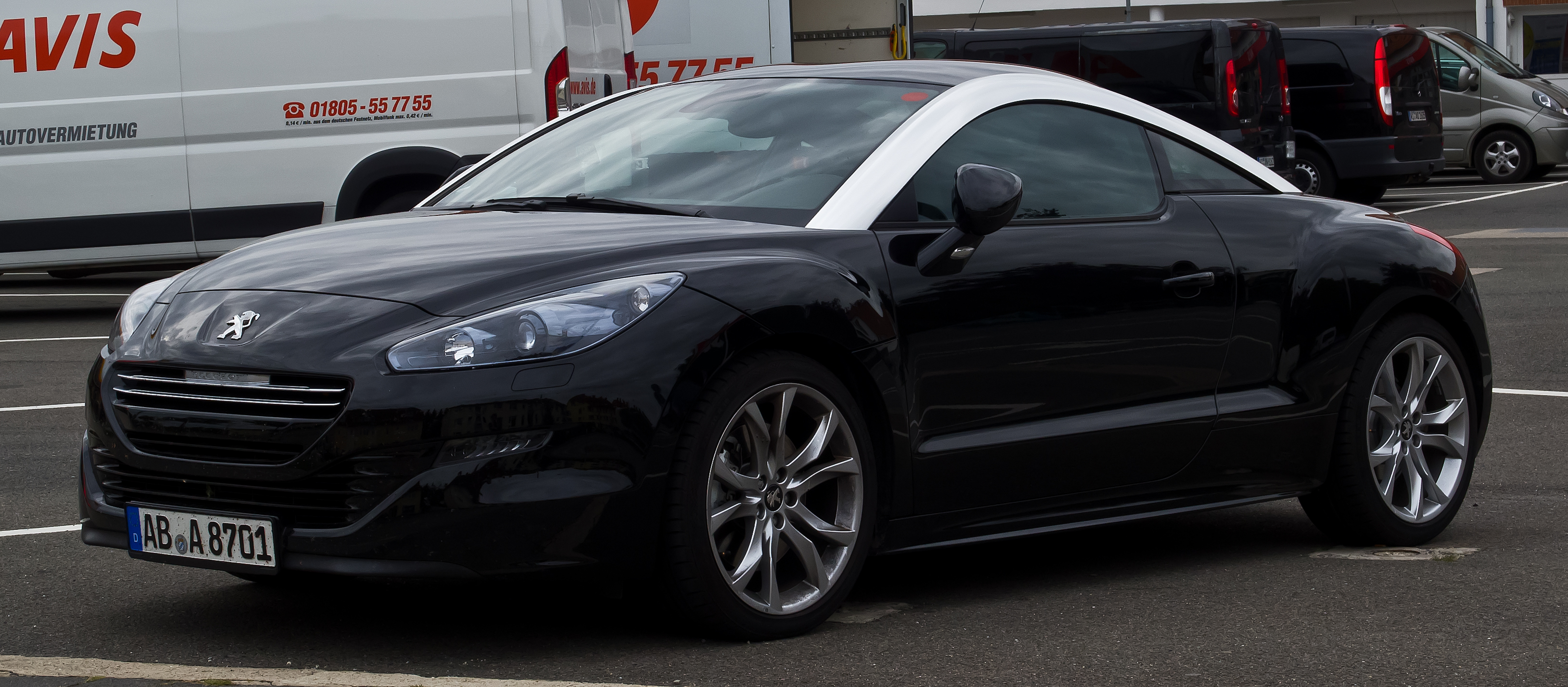
Peugeot RCZ (2013–2015)
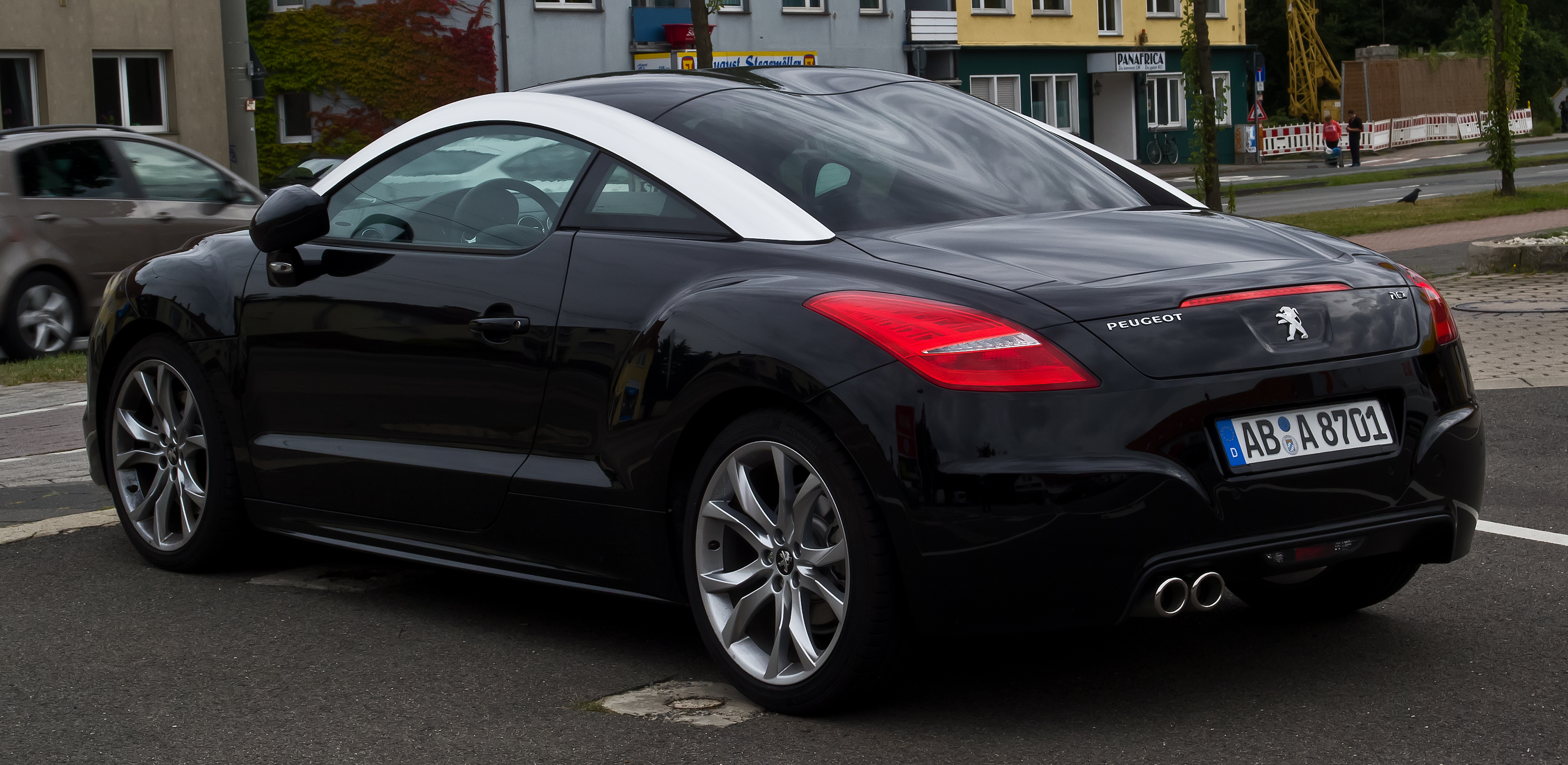
Heckansicht
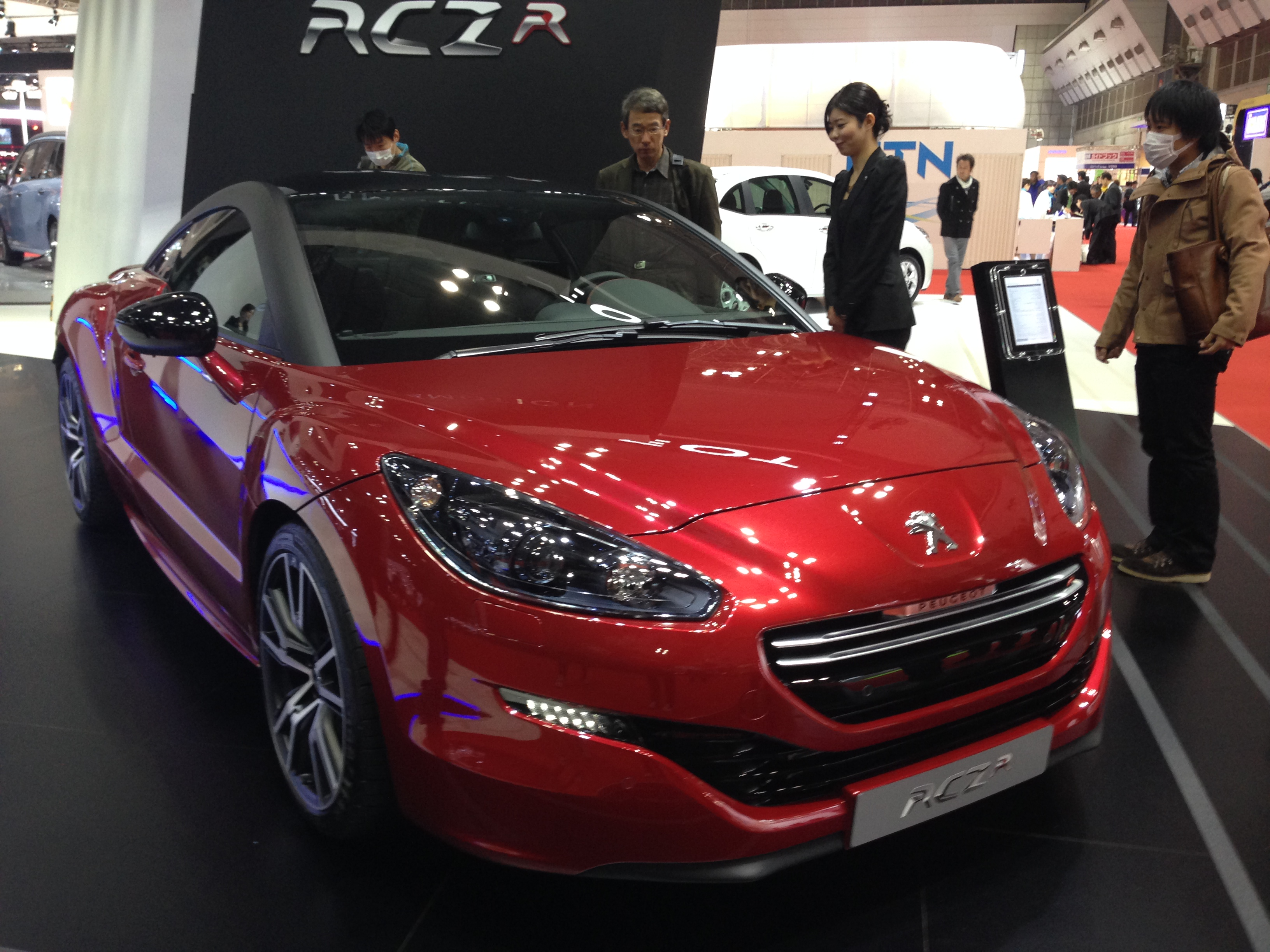
Peugeot RCZ R (2013–2015)

## Motoren
Die beiden THP-Turbo-Benzinmotoren mit 1,6 Litern Hubraum und 115 kW (156 PS) respektive 147 kW (200 PS) des RCZ sind eine Gemeinschaftsentwicklung mit BMW. Die Motoren arbeiten mit Direkteinspritzung, Twin-Scroll-Turbolader sowie einer variablen Nockenwellensteuerung für die Ein- und Auslassventile. Der gleiche Motor leistet unter anderem im BMW 316i 100 kW (136 PS), im Peugeot 308 Phase1 GTI 147 kW (200 PS); die Motoren im Mini Cooper JCW (211 PS) und im Peugeot 208 GTI / Citroen DS3 Racing (203/207/208 PS) unterscheiden sich jedoch im Aufbau des Zylinderkopfs. Während beim RCZ und 308 GTI zwei verstellbare Nockenwellen mit variablem Ventilhub zum Einsatz kommen, finden sich im Mini Cooper JCW und dem Peugeot 208 GTI / Citroen DS3 Racing nur eine verstellbare Nockenwelle, ohne variablen Ventilhub, hier wird die Mehrleistung über andere Anbauteile wie Turbolader und Kolben generiert.

THP155 – Peugeot/Citroen verschiedene Modelle – eine variable Nockenwelle, keine Hubverstellung
THP200 – Peugeot/Citroen verschiedene Modelle – zwei variable Nockenwellen (Ein-/Auslass), Nockenwellenhubverstellung
THP200 – Peugeot 208 GTI / Citroen DS3 Racing – Sonderfall – eine variable Nockenwelle, keine Hubverstellung – Mehrleistung durch geänderte Anbauteile wie z. B. Turbolader, Kolben, HD-Pumpe

### Technische Daten
|                                              | 1.6 THP 155                                        | 1.6 THP 200                       | 1.6 THP R                    | 2.0 HDi FAP 160 1              |      |
| -------------------------------------------- | -------------------------------------------------- | --------------------------------- | ---------------------------- | ------------------------------ | ---- |
| Bauzeitraum:                                 | 03/2010–12/2015                                    | 06/2010–12/2015                   | 06/2013–12/2015              | 03/2010–12/2015                |      |
| Motorkenndaten                               |                                                    |                                   |                              |                                |      |
| Motortyp:                                    | R4-Ottomotor                                       | R4-Ottomotor                      | R4-Ottomotor                 | R4-Dieselmotor                 |      |
| Gemischaufbereitung                          | Direkteinspritzung                                 | Direkteinspritzung                | Direkteinspritzung           | Common-Rail-Direkteinspritzung |      |
| Motoraufladung                               | Turbolader                                         | Turbolader                        | Turbolader                   | Turbolader                     |      |
| Hubraum:                                     | 1598 cm³                                           | 1598 cm³                          | 1598 cm³                     | 1997 cm³                       |      |
| max. Leistung bei min−1:                     | 115 kW (156 PS) bei 6000/min                       | 147 kW (200 PS) bei 5800–6800/min | 199 kW (270 PS) bei 6000/min | 120 kW (163 PS) bei 3750/min   |      |
| max. Drehmoment bei min−1:                   | 240 Nm bei 1400/min                                | 275 Nm bei 1700–4500/min          | 330 Nm bei 1900–5500/min     | 340 Nm bei 2000/min            |      |
| Kraftübertragung                             |                                                    |                                   |                              |                                |      |
| Antriebsart, serienmäßig:                    | Vorderradantrieb                                   | Vorderradantrieb                  | Vorderradantrieb             | Vorderradantrieb               |      |
| Getriebeart, serienmäßig [optional]:         | 6-Gang-Schaltgetriebe [6-Stufen-Automatikgetriebe] | 6-Gang-Schaltgetriebe             | 6-Gang-Schaltgetriebe        | 6-Gang-Schaltgetriebe          |      |
| Leergewicht:                                 | 1350 kg [1372 kg]                                  | 1372 kg                           | 1280 kg                      | 1445 kg                        |      |
| maximale Zuladung:                           | 390 kg [388 kg]                                    | 408 kg                            | 425 kg                       | 380 kg                         |      |
| Messwerte                                    |                                                    |                                   |                              |                                |      |
| Beschleunigung, 0–100 km/h:                  | 8,0 s [9,0 s]                                      | 7,5 s                             | 5,9 s                        | 8,7 s                          |      |
| Höchstgeschwindigkeit:                       | 215 km/h [212 km/h]                                | 235 km/h                          | 250 km/h (abgeregelt)        | 225 km/h                       |      |
| Kraftstoffverbrauch auf 100 km (kombiniert): | 6,4 l Super [7,3 l Super]                          | 6,7 l Super                       | 6,3 l Super                  | 5,3 l Diesel                   |      |
| CO2-Emission (kombiniert):                   | 149 g/km [168 g/km]                                | 155 g/km                          | 145 g/km                     | 139 g/km                       |      |
| Abgasnorm nach EU-Klassifikation:            | Euro 5                                             | Euro 5                            | Euro 6                       | Euro 5                         |      |
| Tankinhalt:                                  | 55 l                                               | 55 l                              | 55 l                         | 55 l                           | 55 l |

## Zulassungszahlen
Zwischen 2010 und 2015 wurden in der Bundesrepublik Deutschland insgesamt 8.992 Peugeot RCZ neu zugelassen. Mit 2.372 Einheiten war 2011 das erfolgreichste Verkaufsjahr.
| 1.403 \| \| |
|             |

|  |

| 390 \| \| |
|           |

|  |

| 1.403 \| \| |
|             |

|  |

| 390 \| \| |
|           |

|  |

| 1.614 \| \| |
|             |

|  |

| 758 \| \| |
|           |

|  |

| 1.614 \| \| |
|             |

|  |

| 758 \| \| |
|           |

|  |

| 1.243 \| \| |
|             |

|  |

| 521 \| \| |
|           |

|  |

| 1.243 \| \| |
|             |

|  |

| 521 \| \| |
|           |

|  |

| 855 \| \| |
|           |

|  |

| 349 \| \| |
|           |

|  |

| 855 \| \| |
|           |

|  |

| 349 \| \| |
|           |

|  |

| 841 \| \| |
|           |

|  |

| 274 \| \| |
|           |

|  |

| 841 \| \| |
|           |

|  |

| 274 \| \| |
|           |

|  |

| 593 \| \| |
|           |

|  |

| 151 \| \| |
|           |

|  |

| 593 \| \| |
|           |

|  |

| 151 \| \| |
|           |

|  |

| 1.403 \| \| |
|             |

|  |

| 390 \| \| |
|           |

|  |

| 1.403 \| \| |
|             |

|  |

| 390 \| \| |
|           |

|  |

| 1.614 \| \| |
|             |

|  |

| 758 \| \| |
|           |

|  |

| 1.614 \| \| |
|             |

|  |

| 758 \| \| |
|           |

|  |

| 1.243 \| \| |
|             |

|  |

| 521 \| \| |
|           |

|  |

| 1.243 \| \| |
|             |

|  |

| 521 \| \| |
|           |

|  |

| 855 \| \| |
|           |

|  |

| 349 \| \| |
|           |

|  |

| 855 \| \| |
|           |

|  |

| 349 \| \| |
|           |

|  |

| 841 \| \| |
|           |

|  |

| 274 \| \| |
|           |

|  |

| 841 \| \| |
|           |

|  |

| 274 \| \| |
|           |

|  |

| 593 \| \| |
|           |

|  |

| 151 \| \| |
|           |

|  |

| 593 \| \| |
|           |

|  |

| 151 \| \| |
|           |

|  |

| 1.403 \| \| |
|             |

|  |

| 390 \| \| |
|           |

|  |

| 1.403 \| \| |
|             |

|  |

| 390 \| \| |
|           |

|  |

| 1.614 \| \| |
|             |

|  |

| 758 \| \| |
|           |

|  |

| 1.614 \| \| |
|             |

|  |

| 758 \| \| |
|           |

|  |

| 1.243 \| \| |
|             |

|  |

| 521 \| \| |
|           |

|  |

| 1.243 \| \| |
|             |

|  |

| 521 \| \| |
|           |

|  |

| 855 \| \| |
|           |

|  |

| 349 \| \| |
|           |

|  |

| 855 \| \| |
|           |

|  |

| 349 \| \| |
|           |

|  |

| 841 \| \| |
|           |

|  |

| 274 \| \| |
|           |

|  |

| 841 \| \| |
|           |

|  |

| 274 \| \| |
|           |

|  |

| 593 \| \| |
|           |

|  |

| 151 \| \| |
|           |

|  |

| 593 \| \| |
|           |

|  |

| 151 \| \| |
|           |

|  |

| 1.403 \| \| |
|             |

|  |

| 390 \| \| |
|           |

|  |

| 1.403 \| \| |
|             |

|  |

| 390 \| \| |
|           |

|  |

| 1.614 \| \| |
|             |

|  |

| 758 \| \| |
|           |

|  |

| 1.614 \| \| |
|             |

|  |

| 758 \| \| |
|           |

|  |

| 1.243 \| \| |
|             |

|  |

| 521 \| \| |
|           |

|  |

| 1.243 \| \| |
|             |

|  |

| 521 \| \| |
|           |

|  |

| 855 \| \| |
|           |

|  |

| 349 \| \| |
|           |

|  |

| 855 \| \| |
|           |

|  |

| 349 \| \| |
|           |

|  |

| 841 \| \| |
|           |

|  |

| 274 \| \| |
|           |

|  |

| 841 \| \| |
|           |

|  |

| 274 \| \| |
|           |

|  |

| 593 \| \| |
|           |

|  |

| 151 \| \| |
|           |

|  |

| 593 \| \| |
|           |

|  |

| 151 \| \| |
|           |

|  |

|  | Benziner (6.549) |

|  | Benziner (6.549) |

|  | Diesel (2.443) |

|  | Diesel (2.443) |

## Sicherheit
Der RCZ ist standardmäßig mit ESP und Bremsassistent (EBA) ausgerüstet. Zu den Fahrer- und Beifahrerairbags kommt jeweils ein Nackenairbag, der in der Sitzstruktur eingearbeitet ist.
Die Richtlinien des EURO-NCAP-Crashtests erfüllt der RCZ in vollem Umfang. Die pyrotechnische Pop-up-Motorhaube vermindert die Verletzungsgefahr für Fußgänger bei einem Aufprall, indem die Motorhaube bei einem Zusammenstoß pneumatisch angehoben wird.

## RCZ-HYbrid4-Konzept
Die Hybridversion des RCZ wurde ebenfalls in Frankfurt vorgestellt; sie ist mit dem 2,0-Liter-HDI-FAP-Motor 120 kW (163 PS) ausgestattet. Dieser treibt die Frontachse an, ein 27 kW (37 PS) leistender Elektromotor die Hinterachse. Durch diese Kombination soll ein Verbrauch von 3,7 Litern Diesel auf 100 Kilometer möglich sein, was einer CO2-Emission von 95 g/km entspricht.

## Auszeichnungen
- 2010–2014: fünf aufeinanderfolgenden Male Diesel Car magazine „Best Sports Car of the Year“[9]
- 2010: Top Gear „Coupé of the Year Award“[10]
- 2010–2012: drei aufeinanderfolgenden Male Auto Express „Best Coupé of the Year“[11][12][13]
- 2010: „Red Dot Design Award“ 2010 vom Design Zentrum Nordrhein Westfalen e. V., Kategorie „Best of the Best“[14]
- 2010: Auto Express „Special Design Award“[15] (Publikumspreis)
- 2010: Festival Automobile International: „Schönstes Auto 2009“ (Publikumspreis)[16]